# Митрополит дабробосански Нектарије
Нектарије (световно Никола Круљ, Поцрње код Љубиња, 30. новембар 1879 — Сарајево, 7. септембар 1966) био је митрополит дабробосански.

## Световни живот
Митрополит Нектарије (световно др Никола Круљ) рођен је 30. новембра 1879. у Поцрњу код Љубиња у Херцеговини, од родитеља Вукана и Виде, рођ. Милошевић. Основну школу завршио је у родном месту, а гимназију у Мостару (1903). Када је 1907. завршио Рељевску боословију постављен је за секретара црквеног суда у Мостару, где је остао до 1912. године. Правне науке студирао је приватно у Бечу и Загребу, где је 1911. промовисан за доктора права.

## Свештенички живот
Никола Круљ је био свештеник у целибату. Рукоположен је у чин ђакона и презвитера 1912. године и по положеном катихетском испиту био је катихета у Мостару, Бихаћу и Тузли, професор Богословије у Сарајеву (1918-1921), а ректор богословија у Сремским Карловцима, Призрену и Битољу. Указом краља Александара од 14. марта 1924. године, а на предлог министра вера, др Никола Круљ је као ректор Богословије у Битољу добио Орден Светог Саве IV реда.

## Епископско звање
У Битољу га је 29. новембра 1925. године затекао избор за епископа Захумско-рашке епархије. Хиротонисан је 16. маја 1926, а устоличен у Никшићу на Петровдан исте године. За епископа зворничко-тузланског изабран је 29. октобра 1928. године. Устоличен је на Благовести 7. априла 1929. Као сјајан организатор, епископ Нектарије је успео да око себе окупи најбоље сараднике. Његов црквени суд је између два светска рата важио као један од најбољих судова у Српској патријаршији. Био је у броју оних архијереја који су одмах прихватили богомољачки покрет. Његовом подстреком одржани су у манастиру Тавни чувени богомољачки сабори и црквени живот је у овој епархији видно напредовао за време његове управе.
Потом је дошао рат. Немци су га, као члана Светог архијерејског синода, на силу довели у Београд, јер он није хтео напустити своје вернике, да би се могла одржати прва синодска седница за време окупације. Са осталим члановима Синода (митрополит Јосиф, епископи Емилијан и Јован) мудро је учествовао у вођењу Цркве, коју су из рата извели без мрље и „боре“. Када је дошао моменат да Српска црква подигне свој глас против нечувених злочина и о томе обавести светску јавност, одлучено је да се протестни меморандум упути немачком команданту у Београду и светској јавности. Меморандум су написали епископ Нектарије и др Перо Слијепчевић, професор универзитета. Захваљујући овом меморандуму свет је сазнао за нечувена страдања. За време Другог светског рата епископ Нектарије је у Нишу вршио дужност ректора богословије и у исто време је администрирао свим епархијама у Хрватској.

## Митрополитско звање
После Другог светског рата епископ Нектарије се вратио у своју епархију, одакле је администрирао дабробосанском епархијом (1945—1951) и захумско-херцеговачком епархијом (1945—1951). После дугогодишњег опирања пристао је да 1951. године пређе у Сарајево на положај митрополита дабробосанског. Иако већ у дубоким годинама, митрополит Нектарије је приступио обнови ратом оштећених цркава и манастира и показао невиђену ревност и сналажљивост. У Пећкој патријаршији устоличио је патријарха српског  Германа (1960). И последњи дан живота провео је у обилажењу својих манастира.
Умро је у Сарајеву 7. септембра 1966. Сахрањен је крај Старе српске цркве. Опело је извршио патријарх српски Герман, уз саслужење епископа: нишког Јована, жичког Василија, захумско-херцеговачког Владислава, шабачко-ваљевског Јована н многобројног свештенства.